# Операция «Гартал»
Операция «Гартал» — антитеррористическая операция МНБ Азербайджанской Республики по обезвреживанию лидеров группы «Лесные братья» на территории Кусарского района.

## Хронология событий
В результате полученной информации было выяснено, что 25 августа 2008 года группа из 4-х человек возглавляемая Ильгаром Моллачиевым (Абдулмаджид) перешла границу между Российской Федерацией и Азербайджанской Республикой. По оперативной информации боевики являлись лидерами радикальной террористической группы «Лесные братья» и были ваххабитами.
На поиски были подняты спецподразделение внутренних войск АР «Шахин», отряд пограничной заставы Государственной пограничной службы Азербайджана, местное отделение полиции и сотрудники МНБ. В результате оперативно розыскных мероприятий выяснилось, что банда находится в лесном массиве между сёлами Аваран и Хурел, вблизи села Хазра Гусарского района.
29 августа боевики, узнав о начале операции, ушли вглубь леса, где организовали оборону. Бойцы спецподразделения «Шахин» первыми обнаружили преступников и попытались окружить банду. Террористы открыли огонь из автоматов и использовали ручные гранаты. В результате боя был убит сверхсрочник Али Елчиев и ранен один из бойцов отряда «Шахин». Боевики, забрав автомат АКС-74 убитого Елчиева, без потерь скрылись.
По приказу МНБ республики для поимки преступников была привлечена бронетехника и боевой вертолёт. Был составлен специальный план и осуществлена антитеррористическая операция спецназовцев подразделения «Гартал» министерства национальной безопасности. 6 сентября боевики были окружены в одном из домов на окраине города Гусар. После короткой перестрелки были убиты три боевика. Командиру группы Ильгару Моллачиеву (Абдулмаджид) удалось скрыться. Однако на следующий день он был ликвидирован на территории Дагестана силами МВД.
На месте происшествия были обнаружены 1 автомат «АКМС» и 1 автомат «АКС-74», 1 пистолет марки «ПМ», патроны различного калибра, холодное оружие, карта, компас, учебники по военной тактике, лекарства, 15 тыс. 700 долларов США и 460 манатов, 2 радиостанции марки «YAESU».

## Список группы
Ильгар Моллачиев (Абдул Маджид) 1974 год — убит 7 сентября 2008 года (МВД Дагестана).
Тельман Абдуллаев (Гамзат) 1977 год — убит 6 сентября 2008 года (МНБ Азербайджана).
Рамиль Асадуллаев 1974 год — убит 6 сентября 2008 года (МНБ Азербайджана).
Гюльшад Алиханов 1976 год — убит 6 сентября 2008 года (МНБ Азербайджана).